# Coppa dell'Europa Centrale 1940
La Piccola Coppa dell'Europa Centrale 1940 fu la competizione sostitutiva di quella che avrebbe dovuto essere la 14ª edizione della Coppa dell'Europa Centrale. La finale tra Ferencvárosi FC e FC Rapid Bucarești non venne disputata per l'acuirsi della Seconda guerra mondiale. Capocannoniere con 5 gol fu György Sárosi del Ferencvárosi FC.
Nel marzo 1940, in un'Europa sconvolta dalla guerra, il comitato organizzatore della Coppa dell'Europa Centrale, cedendo alle pressioni dei delegati italiani, stabilì che in quell'anno la competizione non avrebbe avuto luogo; venendo però incontro alle federazioni delle nazioni balcaniche di Ungheria, Jugoslavia e Romania, contrarie alla sospensione del torneo nell'illusione di poter essere preservate dall'enorme conflitto, il comitato acconsentì alla disputa di una competizione sostitutiva dal nome di "Piccola Coppa dell'Europa Centrale" che si sarebbe svolta con le stesse regole del torneo regolare ma con un trofeo diverso. Ungheria, Jugoslavia e Romania diedero inizio al torneo, ma le tensioni politiche resero irrealizzabile la conclusione della manifestazione, vista la gravissima crisi diplomatica fra ungheresi e rumeni che sfociò di lì a poche settimane nell'occupazione ungherese di una parte della Romania.

## Partecipanti
| Nazione               | Squadra                                              | Campionato                                                                                            | Note                                       |
| --------------------- | ---------------------------------------------------- | --- | ------------------------------------------ |
| Ungheria (bandiera)   | Ferencvárosi FC Hungária FC Újpesti FC               | Campione d'Ungheria 1939-40 Vicecampione d'Ungheria 1939-40 3º campionato d'Ungheria 1939-40          | Vincitrice Coppa dell'Europa Centrale 1939 |
| Jugoslavia (bandiera) | Gradjanski HSK Zagreb Beogradski SK Slavija Sarajevo | Campione di Jugoslavia 1939-40 Vicecampione di Jugoslavia 1939-40 3º campionato di Jugoslavia 1939-40 |                                            |
| Romania (bandiera)    | ASC Venus București FC Rapid Bucarești               | Campione di Romania 1939-40 Vicecampione di Romania 1939-40                                           | Vincitrice Coppa di Romania 1939-40        |

## Torneo

### Quarti di finale
| Squadra 1             | Totale | Squadra 2           | Andata | Ritorno |
| --------------------- | ------ | ------------------- | ------ | ------- |
| Hungária FC           | 1 - 5  | FC Rapid Bucarești  | 1 - 2  | 0 - 3   |
| Beogradski SK         | 4 - 0  | ASC Venus București | 3 - 0  | 1 - 0   |
| Slavija Sarajevo      | 4 - 11 | Ferencvárosi FC     | 3 - 0  | 1 - 11  |
| Gradjanski HSK Zagreb | 5 - 0  | Újpesti FC          | 4 - 0  | 1 - 0   |

#### Andata
| Arbitro: | Milenko Podubski |

|           |           |                          |
| Vidor 24’ | Marcatori | 29’ (aut.) Kis 56’ Sipos |

| Arbitro: | Jozsef Ujvari |

|                                         |           |  |
| Valjarević 12’ Nikolić 18’ Glišović 64’ | Marcatori |  |

| Arbitro: | Petre Kroner |

|                            |           |  |
| Šalipur 9’ Rajlić 36’, 65’ | Marcatori |  |

| Arbitro: | Petre Kroner |

|                                                   |           |  |
| Sziklai 2’ (aut.) Cimermančić 69’ Žalant 74’, 90’ | Marcatori |  |

#### Ritorno
| Arbitro: | Iliescu |

|  |           |                  |
|  | Marcatori | 61’ (aut.) Temes |

| Arbitro: | Franjol Bazant |

|                                  |           |  |
| Sipos 39’ Bogdán 42’ Baratky 72’ | Marcatori |  |

| Arbitro: | Ion Ceaureanu |

|                                                                                 |           |             |
| Sárosi 5’, 54’, 57’, 77’, 80’ Kiss 21’ Finta 24’, 30’ Gyetvai 36’ Bíró 63’, 83’ | Marcatori | 72’ Bobetić |

| Arbitro: | Theodor Kiss |

|  |           |             |
|  | Marcatori | 15’ Bozović |

### Semifinali
| Squadra 1             | Totale | Squadra 2          | Andata | Ritorno |
| --------------------- | ------ | ------------------ | ------ | ------- |
| Gradjanski HSK Zagreb | 0 - 0  | FC Rapid Bucarești | 0 - 0  | 0 - 0   |
| Beogradski SK         | 1 - 2  | Ferencvárosi FC    | 1 - 0  | 0 - 2   |

#### Andata
| Arbitro: | Franjol Bazant |

|              |           |  |
| Glišović 32’ | Marcatori |  |

| Zagabria 30 giugno 1940 | Građanski Zagabria | 0 – 0 | Rapid Bucarest | Stadion Koturaška (10.000 spett.)\| Arbitro: \| Theodor Kiss \| |
| Arbitro:                | Theodor Kiss       |       |                |                                                                 |

#### Ritorno
| Arbitro: | Adolf Miesz |

|                      |           |  |
| Sárosi 65’ Lázár 72’ | Marcatori |  |

| Bucarest 7 luglio 1940 | Rapid Bucarest | 0 – 0 | Građanski Zagabria | Stadionul Giulești (12.000 spett.)\| Arbitro: \| Todor Atanasov \| |
| Arbitro:               | Todor Atanasov |       |                    |                                                                    |

#### Spareggio
| Arbitro: | Kalman Tihmery |

|                |           |            |
| Cimermančić 1’ | Marcatori | 14’ Bogdán |

### Finale
| Squadra 1       | Totale | Squadra 2          | Andata | Ritorno |
| --------------- | ------ | ------------------ | ------ | ------- |
| Ferencvárosi FC | N. D.  | FC Rapid Bucarești | —      | —       |

## Classifica marcatori
|  | Gol | Marcatore            | Squadra               |
|  | --- | -------------------- | --------------------- |
|  | 6   | György Sárosi        | Ferencvárosi FC       |
|  | 3   | Károly Finta         | Ferencvárosi FC       |
|  | 3   | Vilim Šipoš          | FC Rapid Bucarești    |
|  | 3   | Zvonimir Cimermančić | Gradjanski HSK Zagreb |